# Trzebcz Królewski
Trzebcz Królewski – wieś w Polsce położona w województwie kujawsko-pomorskim, w powiecie chełmińskim, w gminie Kijewo Królewskie.

## Podział administracyjny
| SIMC    | Nazwa    | Rodzaj    |
| ------- | -------- | --------- |
| 0845051 | Marianki | część wsi |
| 0845068 | Za Torem | część wsi |
| 0845074 | Zofijki  | część wsi |

W latach 1975–1998 miejscowość administracyjnie należała do województwa toruńskiego.

## Demografia
Według Narodowego Spisu Powszechnego (III 2011 r.) wieś liczyła 192 mieszkańców. Jest jedenastą co do wielkości miejscowością gminy Kijewo Królewskie.

## Położenie
Wieś leży około 13 km na północny zachód od Chełmży i 15,5 km na południe od Chełmna.

## Historia
W późnym średniowieczu wieś należała do klucza papowskiego.